# Palazzo Cassoli-Tirelli

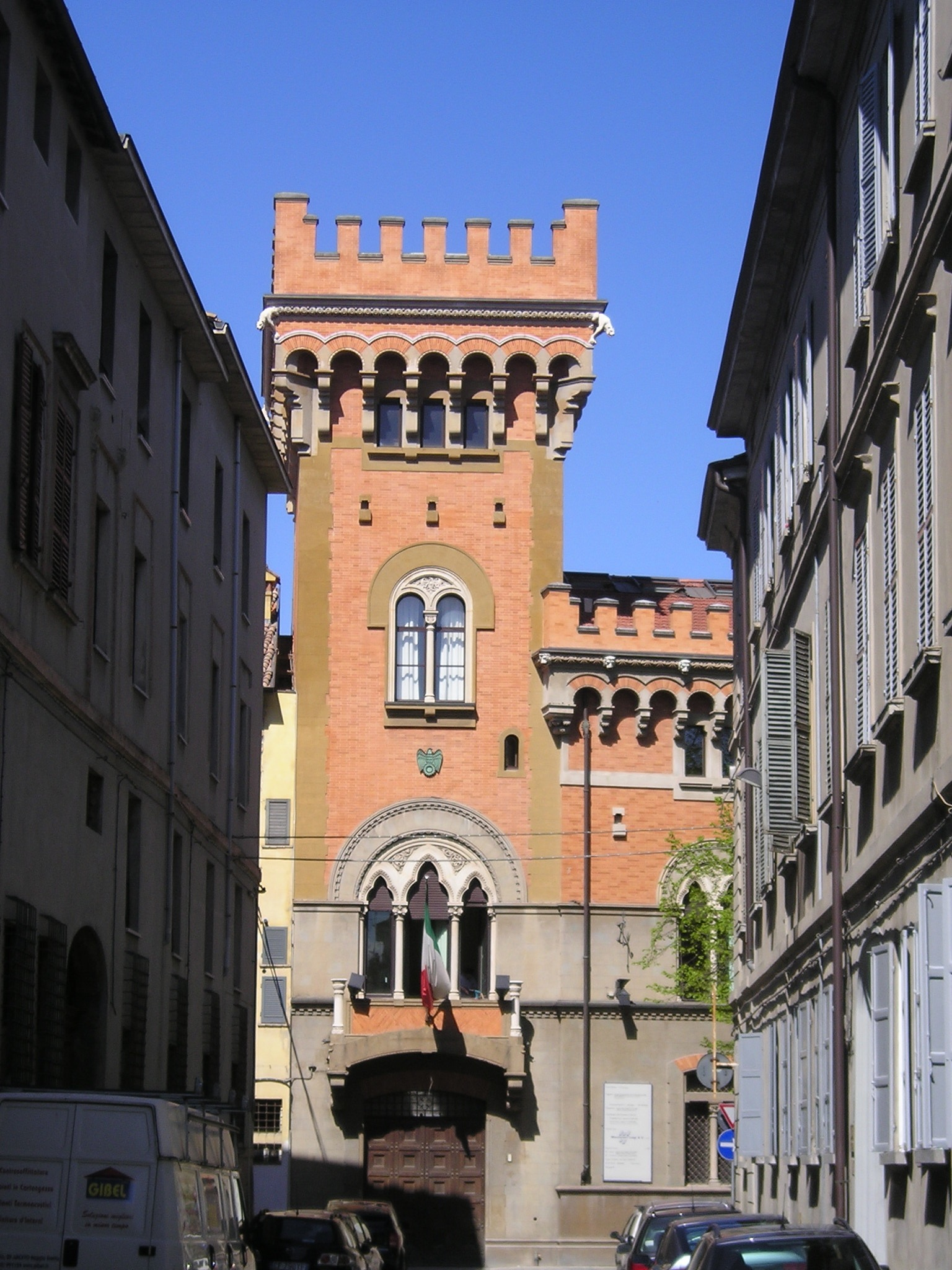
Palazzo Cassoli-Tirelli in Reggio nell’Emilia

Der Palazzo Cassoli-Tirelli ist ein neueklektischer Palast, der aus den 1910er-Jahren stammt und im Zentrum von Reggio nell’Emilia in der italienischen Region Emilia-Romagna liegt. Er befindet sich in der Via Toschi 30a-32.

## Geschichte
Den Auftrag zum Bau des Palastes erhielt 1913 der Architekt Luigi Caldini aus Florenz von der Gräfin Barbara Tirelli, die eine Stadtresidenz für sich und ihren Gatten, den Grafen Giuseppe Cassoli wollte. Die Bauarbeiten waren 1915 abgeschlossen.
Vor dem Umzug in den neuen Palast lebte das damals sehr prominente Paar im Familienpalast der Gräfin Barbara. Im Sommer lebten sie allerdings in der Villa Il Più Bello in Puianello, einem Ortsteil von Quattro Castella, die Antonio Re, der Bruder des bekannteren Filippo Re, erbauen ließ und die die Tirellis Ende des 19. Jahrhunderts gekauft hatten.
Ihr Leben lang bewahrten die Besitzer in dem Palast eine bemerkenswerte Kunstsammlung. Das Gebäude erbte 1948 die Gräfin Marianna Tirelli, die Gattin des Bauingenieurs und Politikers Natale Prampolini. 1950 wurde es an die Associazione degli Industriali di Reggio nell'Emilia verkauft, die heute noch ihren Hauptsitz dort hat.

## Beschreibung
Von starker visueller Wirkung sind die Fassade mit Turm zur Via Don Zefirino Jodi und die Zinnen sowie die Doppel- und Dreifachfenster.

## Fotogalerie

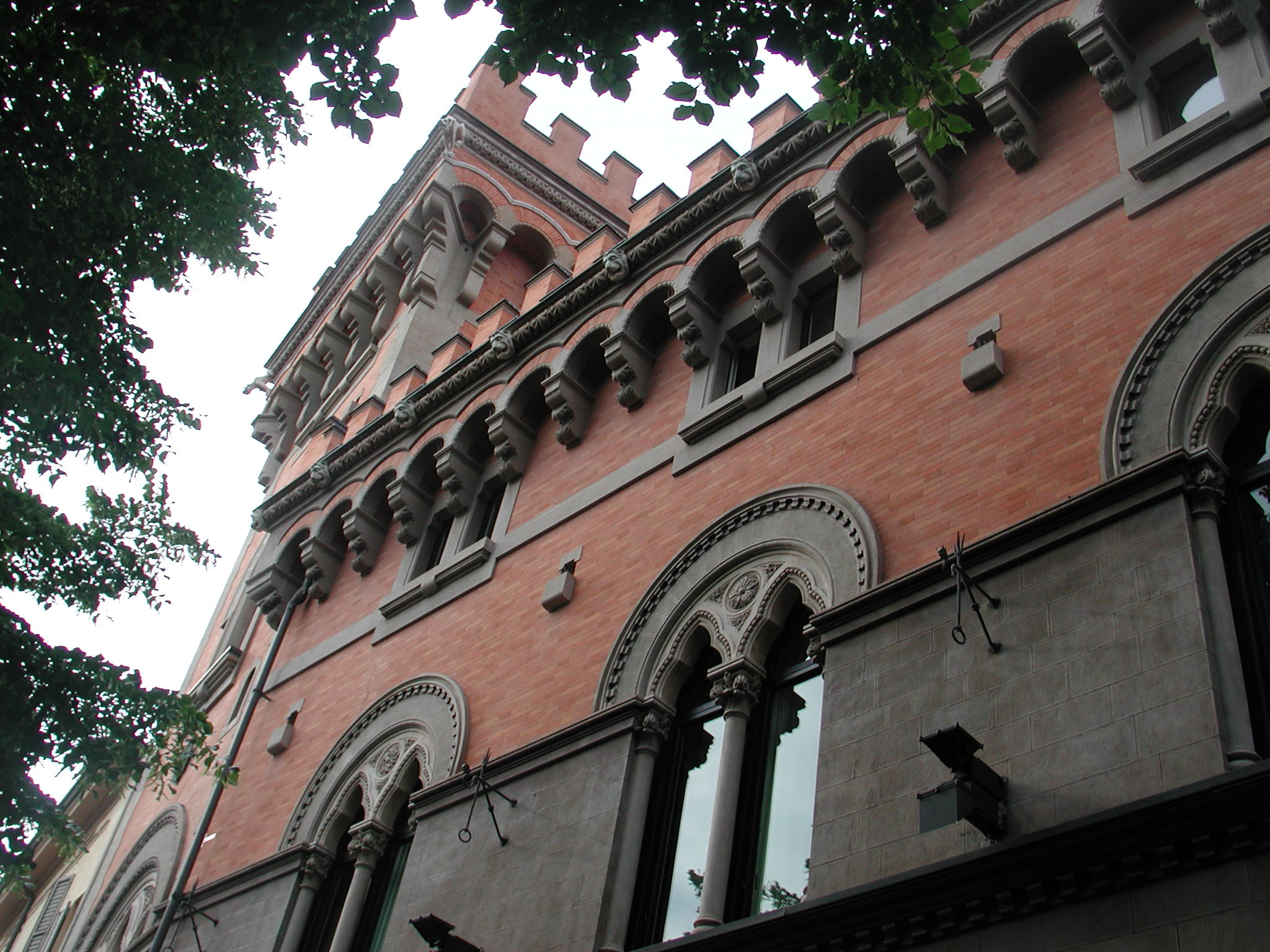
Fassade
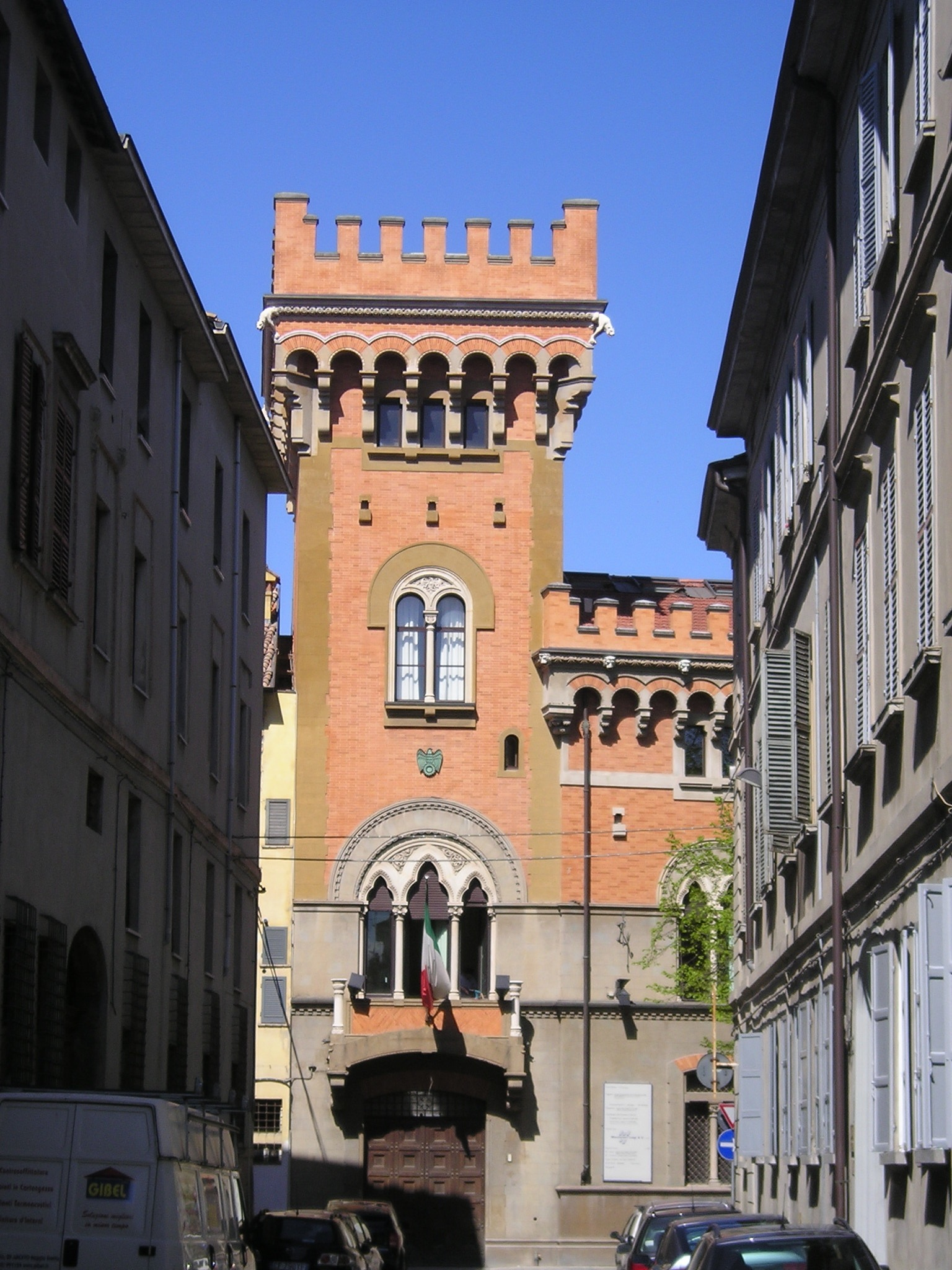
Der Turm zur Via Don Zefirino Jodi